# Udet Flugzeugbau

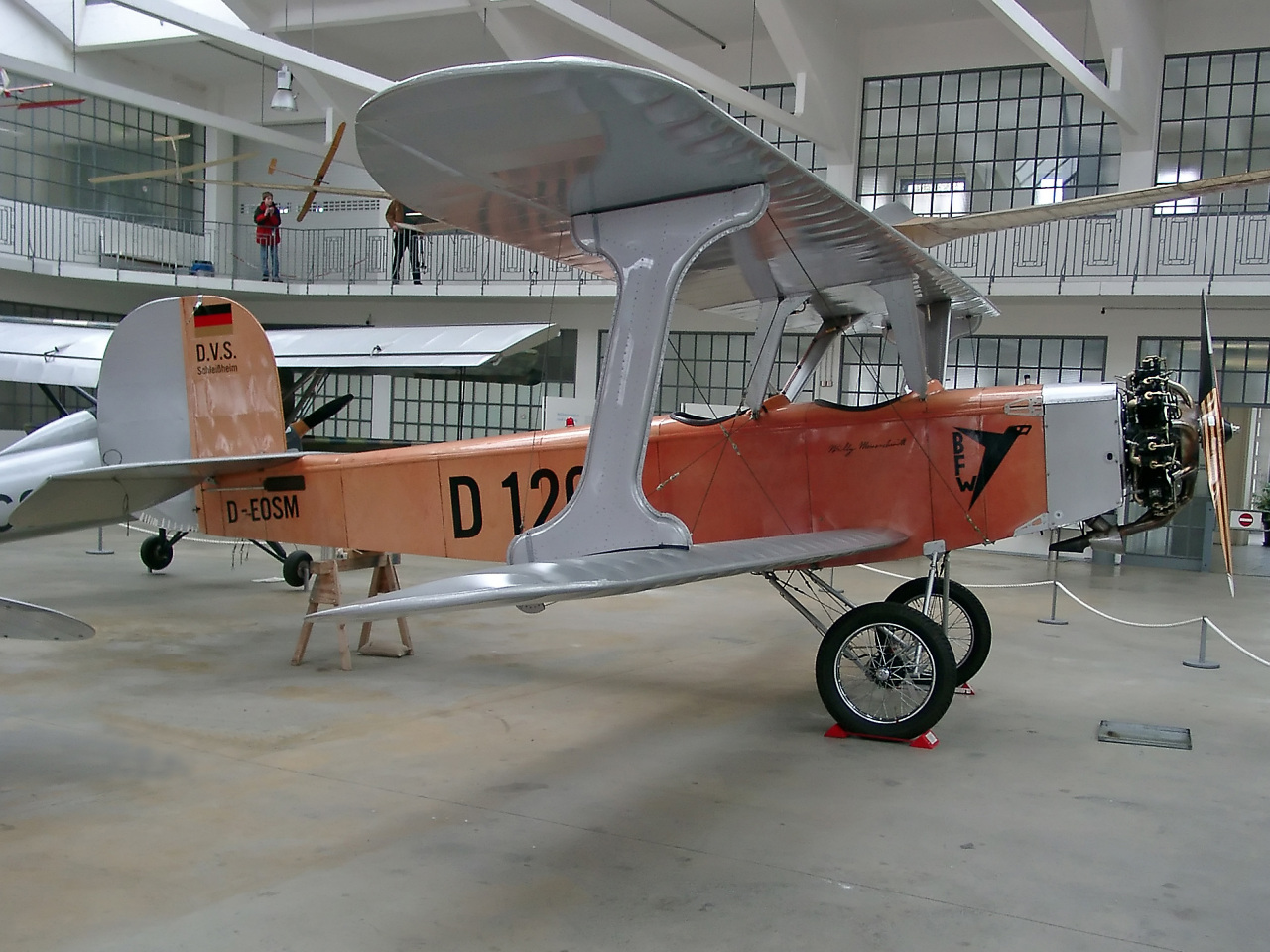
Die U 12 Flamingo war das bekannteste Modell der Udet Flugzeugbau

Die Udet Flugzeugbau GmbH wurde im Sommer 1921 in München mit Mitteln des amerikanischen Geldgebers William Pohl von dem bekannten Jagdflieger Ernst Udet gegründet. Weitere Teilhaber waren Hans Henry Herrmann und Erich Scheuermann. Sie beschäftigte sich in erster Linie mit leichten Sport- und Verkehrsflugzeugen, da die Beschränkungen des Versailler Vertrages eingehalten werden mussten.

## Geschichte

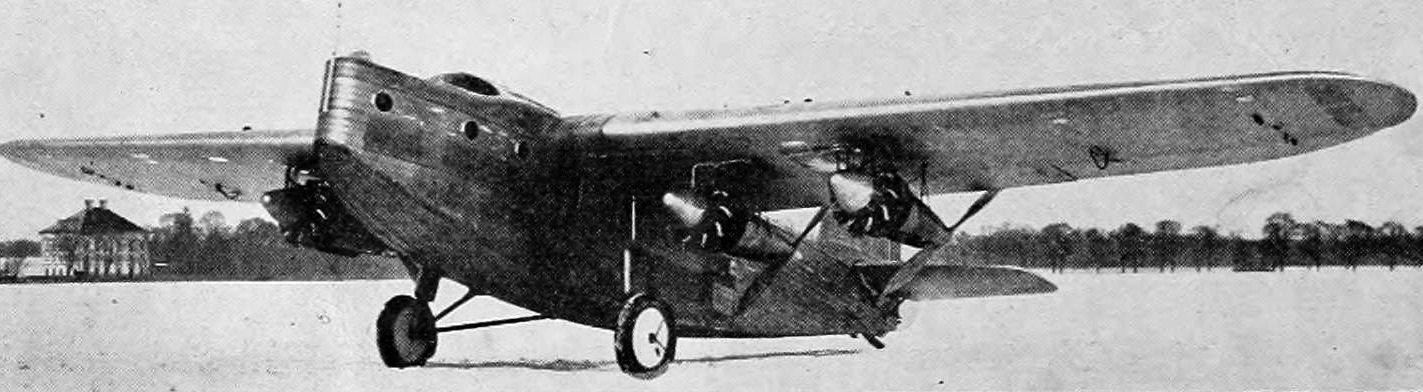
Udet U 11 Kondor, Juni 1926

Das erste gebaute Muster war die im Winter 1921/22 von Hans Henry Herrmann entworfene einsitzige U 1 mit einem 22 kW starken Zweizylinder-Haacke-Motor. Obwohl der Rumpf zweisitzig ausgelegt war, wurde aufgrund des schwachen Motors nur ein Sitz eingebaut. Der Erstflug fand im Mai 1922 statt. Die weiterentwickelte und im Winter 1922 zur Serienreife gebrachte U 2 war bereits zweisitzig ausgelegt. Sie besaß eine Spannweite von 8,9 m, war etwa 6 m lang und wurde vom gleichen Haacke-Motor wie die U 1 angetrieben. Mindestens vier Maschinen dieses Typs wurden gebaut. Am 1. Januar 1923 wurde Herrmann offiziell Chefkonstrukteur bei Udet in Ramersdorf.
Mit der U 4 entstand ein zweisitziges Muster, das die Konstruktionsmerkmale der U 2 beibehielt, aber nun mit einem Fünfzylinder-Sternmotor Siemens Sh 4 mit 40 kW ausgerüstet war. Aus dieser Maschine ging über die U 6 die U 10 hervor. Die im Sommer 1923 entwickelte U 6 besaß die gleichen Abmessungen wie die U 4, war aber mit einem 62 kW starken Siemens-Sh-5-Motor, einem Überrollbügel über dem vorderen Sitz und einem aerodynamisch abgerundeten Seitenleitwerk ausgerüstet.
Mit der folgenden U 10 wurden einige flugsportliche Erfolge errungen, so wurde sie Sieger in der Klasse B beim BZ-Flug im Jahr 1925. Diese Baureihe war wieder mit dem Sh-4-Motor ausgerüstet, jedoch war die Spannweite auf 10,5 m erhöht worden. Eine U 10a wurde auch mit Leichtmetallschwimmern erprobt. Insgesamt wurden 10 Maschinen dieses Typs verkauft.
Der Hochdecker U 5 erwies sich als zu leistungsschwach, aber die größere und stärkere U 8 wurde in einigen Exemplaren auch im Linienverkehr eingesetzt. Die Version U 8b war als erstes Flugzeug in Deutschland mit einem Vorflügel ausgerüstet worden. Die ultraleichte U 7 „Kolibri“ mit Halbliter-Douglas-Motor, 10 m Spannweite und nur 250 kg Startmasse wurde durch ihren Erfolg auf der Wasserkuppe im Jahre 1924 bekannt. Es wurden insgesamt nur zwei U 7 gebaut.
Bekanntestes Muster war jedoch die am 7. April 1925 zum Erstflug startende U 12 „Flamingo“, die nicht nur in Deutschland gebaut wurde, sondern auch in Österreich und Ungarn sowie im Baltikum. Größtes Muster war die viermotorige U 11 „Kondor“ mit einem Rumpf in Metallbauweise, die Flügel wurden hingegen in Holz hergestellt. Hierfür betrat die Firma technologisches Neuland, bauten in Deutschland doch damals lediglich Junkers, Dornier und Rohrbach Metallflugzeuge.
Der Misserfolg des „Kondors“ war ein Grund dafür, dass die Firma Udet in finanzielle Schwierigkeiten geriet. Als letztes Muster entstand für den Seeflugwettbewerb 1926 das Schwimmerflugzeug U 13, das jedoch Probleme beim Start hatte und sich als vollkommen untauglich herausstellte. Udet hatte schon 1925 aufgrund von Kontakten Hans Pohls (des Bruders von William Pohl) zum Militär und dem damit einhergehenden Kurswechsel der Firma diese verlassen. Ihm folgte Ende Februar 1926 Erich Scheuermann, worauf Hans Herrmann zeitweise die Firma übernahm. Am 24. August 1926 wurde die Firma schließlich liquidiert und die Erbmasse übernahm die Reichsregierung.
Noch im Jahre 1926 wurden die Reste der Udet Flugzeugbau GmbH mit dem Messerschmitt Flugzeugbau zusammengeschlossen und es entstanden die Bayerischen Flugzeugwerke in Augsburg, welche die U 12 als BFW U 12 in mehreren Ausführungen weiter bauten.